# Музей Бескидов Фридек-Мистек
Музей Бескидов Фридек-Мистек является некоммерческой организацией, основанной Моравскосилезским краем. Музей находится в городе Фридек-Мистек (Чешская Республика) в готическом замке Фридек и является его администратором. Музей включает в себя замок Гуквальди и естественно-научный участок в доме им. Ланга.

## История музея
Один из силезских филиалов Чехословацкого сельскохозяйственного музея (в настоящее время Национальный музей сельского хозяйства) в городе Фридек был основан как первый музей во Фридеке. Музей был официально основан 25 января 1925 года и фактически действовал с 6 июля 1924 года. Этот филиал был в 1934 году объединен с филиалом в Опаве, куда была перемещена большая часть коллекций — фонды, документирующие жизнь силезских деревень. Городской музей в Мистеке был открыт 9 июня 1929 года. Музей был посвящен истории Мистека и замку Гуквальди.
В 1949 году был создан Лашский музей, объединяющий существующие коллекции Фридека и Мистека. Коллекции были размещены в вилле имени Секера. После реорганизации района в 1960 году музей был перенесен в замок Фридек. С 1964 года в рамках реорганизации региональной музейной сети был создан Краеведческий институт, позднее действовавший под названием Краеведческий музей района. Деятельность была определена протяженностью района Фридек-Мистек. 2 апреля 1991 года учредитель изменил название музея на Музей Бескидов Фридек-Мистек и определил географическую область деятельности музея в области Моравско-Силезских Бескидов и Побескидских кряжей.

## Коллекции

### Социально-научная коллекция
В настоящее время около 115 000 предметов являются частью социально-научного фонда коллекции, но общее количество предметов намного выше. Под одним инвентарным номером во многих случаях спрятано несколько сотен предметов. Серия базовых номеров с обозначением ФМ имеет более 56 000 инвентарных номеров.
Предметы разделены на несколько тематических секций. Это, например, археология, живопись, графика, изделия, торговля, ленты, мебель, картография, литература, рукописи, часы, монеты, медали, стекло, текстиль или игрушки.

### Естественно-научная коллекция
В ходе деятельности естественно-научного участка (с 1967 г.) была создана обширная коллекция натуральных материалов, полученных во время многочисленных природных исследований региона Фридек-Мистек. Коллекция имеет большое научное, информационное и культурное значение. Она разделена на 6 подколлекций:
- геологическая
- бриологическая
- ботаническая
- микологическая
- подколлекция беспозвоночных
- подколлекция позвоночных

## Экспозиция и выставки
Музей предлагает пять постоянных экспозиций с рядом кратковременных выставок, учебной библиотекой, научными консультациями, образовательными лекциями (уроки для школ), культурными событиями, концертами и многим другим. Например, 2 раза в год здесь устраивают рынок — перед Рождеством и перед Пасхой.

### Экспозиция Бескиды — природа и люди
Экспозиция по истории, этнографии и природе региона. Почти 2000 общественных и естественнонаучных предметов коллекции документируют историю и современность региона Бескиды. В 13 комнатах представлены экспозиции ремесел, оборудования для сельского хозяйства, мастерская по изготовлению обуви, ткачества и портняжного дела, кузнечная мастерская, художественный чугун, керамика из мастерской Тошановице, интерьер бескидского дома, документы, характерные для общественной жизни в XIX веке или передвижная деревянная модель силезской деревни. Природная экспозиция, которая характеризует основные места обитания региона, включает обширную коллекцию птиц, млекопитающих и рыб. Крупнейшие трехмерные экспонаты — лось, медведь и лань.

### Замковая трасса
Обзорная экскурсия по всему замку с несколькими залами (например, Рыцарский зал с 35 гербами силезского дворянства) и в обзорной башне. Экскурсия включает в себя также посещение часовни св. Варвары. С 2011 года в замковую трассу входит посещение погреба для льда в замковом парке.

### Фридек-Мистек
Экспозиция, посвящённая двум и одновременно одному городу Фридек-Мистек. Каждый из них возник и развивался в разной исторической области, отделенной только «… дикой рекой Остравице».

### Фридек — Марианское место паломничества
Экспозиция в ризнице часовни св. Варвары напоминает, что Фридек был одним из самых известных мест паломничества в Силезии в XVIII веке. С 1 декабря 2019 г. была открыта новая экспозиция.

### Памятник Ондре Лысогорскому
Выставка, созданная в 1995 году по наследству уроженца Фридека Ондры Лысогорского, посвященная его жизни и творчеству. Ондра Лысогорский был и остается всемирно известным поэтом и переводчиком.